# Équipe de Colombie de Fed Cup
L'équipe de Colombie de Fed Cup est l’équipe qui représente la Colombie lors de la compétition de tennis féminin par équipe nationale appelée Fed Cup (ou « Coupe de la Fédération » entre 1963 et 1994).
Elle est constituée d'une sélection des meilleures joueuses de tennis colombiennes du moment sous l’égide de la Fédération colombienne de tennis.

## Résultats par année

### 1972 - 1979
- 1972 (5 tours, 31 équipes) : pour sa première participation, après une victoire au 1er tour contre le Luxembourg, la Colombie s'incline au 2e tour contre les Pays-Bas.
- 1973 - 1974 - 1975 - 1976 - 1977 - 1978 - 1979 : la Colombie ne participe pas à ces éditions.

### 1980 - 1989
- 1980 - 1981 - 1982 - 1983 : la Colombie ne participe pas à ces éditions.
- 1984 (qualifications + 5 tours, 36 équipes) : après une victoire en qualifications contre l’Indonésie, la Colombie s'incline au 1er tour contre la Belgique.
- 1985 - 1986 - 1987 - 1988 - 1989 : la Colombie ne participe pas à ces éditions.

### 1990 - 1999
- 1990 - 1991 - 1992 : la Colombie ne participe pas à ces éditions.
- 1993 (5 tours + barrages, 32 équipes) : après une défaite au 1er tour contre le Japon, la Colombie l’emporte en play-offs contre le Chili.
- 1994 (5 tours, 32 équipes) : la Colombie s'incline au 1er tour contre l’Allemagne.

La compétition change de format à compter de 1995 : la Coupe de la Fédération devient Fed Cup.
- 1995 - 1996 - 1997 - 1998 - 1999 : la Colombie concourt dans les compétitions par zones géographiques.

### 2000 - 2009
- 2000 - 2001 : la Colombie concourt dans les compétitions par zones géographiques.
- 2002 (4 tours, 16 équipes + play-offs) : la Colombie l’emporte en play-offs I contre le Japon.
- 2003 (4 tours, 16 équipes + play-offs) : après une défaite au 1er tour du groupe mondial contre la France, la Colombie s'incline en play-offs I contre l’Australie.
- 2004 - 2005 - 2006 - 2007 : la Colombie concourt dans les compétitions par zones géographiques.
- 2008 (3 tours, 8 équipes + groupe mondial II, play-offs I et II) : la Colombie s'incline en play-offs II contre la Belgique.
- 2009 : la Colombie concourt dans les compétitions par zones géographiques.

### 2010 - 2015
- 2010 - 2011 - 2012 - 2013 - 2014 - 2015 : la Colombie concourt dans les compétitions par zones géographiques.

## Bilan de l'équipe
Résultats des confrontations entre la Colombie et ses adversaires les plus fréquents (3 rencontres minimum dans les groupes mondiaux).
| # | Adversaires | Rencontres | Victoires | Défaites | % victoires |
| - | ----------- | ---------- | --------- | -------- | ----------- |

## Bilan des joueuses les plus sélectionnées
Ce bilan est calculé sur la base des rencontres officielles des groupes mondiaux et barrages I et II. Les rencontres des tableaux dits de « consolation » et celles par « zones géographiques » ne sont pas prises en compte. Les joueuses comptant moins de 5 sélections ne sont pas reprises dans le tableau.
| # | Joueuses | De | à | Sélections | Matchs | Victoires | Défaites | % victoires |
| - | -------- | -- | - | ---------- | ------ | --------- | -------- | ----------- |